# Paola Andino
Paola Nicole Andino (Bayamón, 22 maart 1998) is een in Puerto Rico geboren Amerikaans actrice, ze is bekend door haar rol als Emma Alonso in Verhekst!.

## Televisierollen
| Jaar      | Serie                 | Rol         |
| --------- | --------------------- | ----------- |
| 2010      | Grey's Anatomy        | Lily Price  |
| 2011      | Beyond the Blackboard | Maria       |
| 2014      | React to That         | zichzelf    |
| 2014-2015 | Verhekst!             | Emma Alonso |
| 2015      | Talia in the Kitchen  | Emma Alonso |
| 2015      | WITS Academy          | Emma Alonso |
| 2016      | Stuck in the Middle   | Carmen Ruiz |